# Brandon Micheal Hall

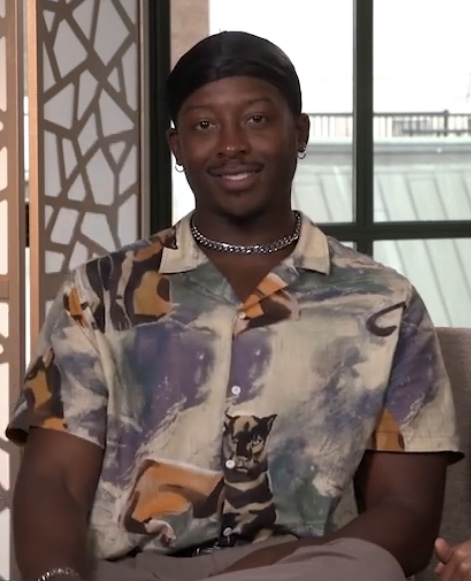
Brandon Micheal Hall, 2022

Brandon Micheal Hall (* 3. Februar 1993 in Anderson, South Carolina) ist ein US-amerikanischer Schauspieler. Bekanntheit erlangte er vor allem durch die Rolle des Miles Finer aus der Serie God Friended Me.

## Leben und Karriere
Brandon Micheal Hall wurde in der Stadt Anderson im US-Bundesstaat South Carolina als Sohn einer Pastorin des Kingdom Global Ministry geboren. Sie lebten in einer Wohnwagenpark. Die Mutter zog ihn und seine Schwester Octavia allein auf. Hall besuchte zunächst die Pendleton High School, ehe er auf die South Carolina Governor’s School for the Arts & Humanities wechselte. Zuvor stand er für eine Schulaufführung des König der Löwen erstmals auf der Bühne. Nach dem Schulabschluss studierte er „Drama“ an der Juilliard School; das Studium schloss er im Jahr 2015 ab. Anschließend stand er in New York City auf der Theaterbühne, unter anderem in Aufführungen der Werke William Shakespeares.
Seine erste Rolle vor der Kamera hatte Hall im Jahr 2013 mit einem Auftritt im Kurzfilm Reagan in Kabul. Anschließend trat er in den Serien Unforgettable, Broad City und in der Netflix-Produktion Netflix Presents: The Characters vor die Kamera. 2016 wurde er in als Julian in einer Hauptrolle in der Serie Search Party besetzt, die bis 2017 lief. Darauf folgte die Besetzung in der Hauptfigur des Courtney Rose in der Sitcom The Mayor. Für dieses Engagement zog Hall von New York nach Los Angeles und ließ sich in Studio City nieder. Die Serie wurde allerdings nach einer Staffel bereits wieder eingestellt. 2018 spielte er als Dodge eine der Hauptrollen im Horrorfilm Monster Party. Anschließend wurde Hall ebenfalls 2018 in der Serie God Friended Me in der Hauptrolle des Miles Finer besetzt.

## Filmografie (Auswahl)
- 2013: Reagan in Kabul (Kurzfilm)
- 2015: LFE (Fernsehfilm)
- 2016: Unforgettable (Fernsehserie, Episode 4x09)
- 2016: Broad City (Fernsehserie, Episode 3x04)
- 2016: Netflix Presents: The Characters (Fernsehserie, Episode 1x06)
- 2016–2021: Search Party (Fernsehserie, 24 Episoden)
- 2017: Cecile on the Phone (Kurzfilm)
- 2017–2018: The Mayor (Fernsehserie, 13 Episoden)
- 2018: Lez Bomb
- 2018: Monster Party
- 2018–2020: God Friended Me (Fernsehserie)
- 2019: Always a Bridesmaid
- 2020: Power (Fernsehserie, 2 Episoden)
- 2020: The Surrogate
- 2021: Injustice (Stimme)
- 2022: Chloe (Fernsehserie, 6 Episoden)
- 2023: Poker Face (Fernsehserie)
- 2023: The Young Wife
- 2024: Audrey’s Children